# Bioggio
Bioggio (in dialetto ticinese Biögg) è un comune svizzero di 2 648 abitanti del Canton Ticino, nel distretto di Lugano. Nel 1925 ha inglobato la località di Mulini di Bioggio, fino ad allora frazione di Biogno, nel 2004 i comuni soppressi di Bosco Luganese e Cimo e nel 2008 quello di Iseo.

## Geografia fisica
Bioggio è situato nel Malcantone, alle falde orientali del monte San Bernardo. Il nucleo storico si è sviluppato sul terreno alluvionale creato dal torrente Riana (o Ariana) che lo attraversa e che scorre oggi parzialmente incanalato in un percorso sotterraneo che sfocia nel fiume Vedeggio. È visibile ancora a monte, verso il municipio, e in basso, dopo la strada cantonale.
Bioggio si trova a 314 m s.l.m., tuttavia il territorio è montuoso a ovest e degrada verso est nella pianeggiante valle del Vedeggio per cui si va dai 685 m s.l.m. di Iseo Iseo ai 280 m s.l.m. della zona dei Mulini di Bioggio. L'area complessiva è di 6,49 km² di cui il 38,4% coperto da foreste (concentrate soprattutto nel vecchio comune di Iseo), il 18,5% da superficie agricola (concentrata quasi completamente nel vecchio comune di Bioggio), il 21,6% da edifici, il 7,9% da strade e il 3,6% da corsi d'acqua e terreno improduttivo. Prima delle aggregazioni degli anni 2000 il vecchio comune aveva un'area di 3,04 km², di cui il 26,3% coperto da foreste, il 32,2% da superficie agricoli, il 35,9% da edifici e il 14.8% da strade.
L'attuale territorio comunale è attraversato a est dal Vedeggio e a ovest dalla Magliasina, ma solo per breve tratto sul confine tra il vecchio comune di Iseo e l'attuale comune di Curio.

## Origini del nome
Il paese viene riportato nei documenti più antichi con diverse indicazioni: Blegio, Biegio (1335), Blecto, ma l'etimologia è incerta; forse risale alla forma dialettale Biöcc che indica un'area ricca di alvei e corsi d'acqua.
Invece è chiara l'origine romana del nome del torrente Riana (dal latino rivus + ana, "torrente impetuoso") e quella longobarda della frazione di Gaggio (da gahage, "terreno recintato e protetto").

## Storia

### Preistoria
Le testimonianze della presenza umana a Bioggio sono antichissime. Nella zona dei Mulini di Bioggio è stato ritrovato nel gennaio 1991 un frammento di un tronco lungo 116 cm che fa pensare fosse il sostegno di una costruzione palafitticola. Il reperto è conservato al Museo di Storia Naturale di Lugano testimonia che in epoca neolitica la piana dove oggi sorge l'aeroporto di Lugano-Agno doveva essere invasa dal lago e che sulle sue sponde vi fossero degli insediamenti umani.

### Età antica
Bioggio, soprattutto nella parte del suo nucleo storico, risale almeno all'epoca romana e lo testimoniano gli scavi intorno all'attuale chiesa parrocchiale di San Maurizio, avvenuti a partire dal 1962.
Gli scavi hanno documentato la presenza romana almeno dal I secolo d.C., ma altri reperti ritrovati nell'area del tempietto romano e conservati nel municipio di Bioggio lasciano supporre che ci fosse già qualche insediamento celtico che fosse entrato in contatto con gli Etruschi; una stele con figure antropomorfe ritrovata qui risale almeno al V secolo a.C. e forse lascia supporre la presenza di un tempio molto più antico. Oltre al tempio è stata riportata alla luce una villa rurale romana risalente al III secolo d.C., corredata di templi e di un impianto termale.
Bioggio era attraversata dall'antica via Regina che conduceva da Ponte Tresa a Magadino e costituiva uno degli assi principali di comunicazione attraverso le Alpi.

### Età medievale
La presenza cristiana è documentata fin dai primi secoli. La chiesa di San Maurizio è menzionata per la prima volta il 14 settembre 1261, ma gli scavi del 1997-1998 hanno riportato alla luce una chiesa risalente al V-VI secolo insieme ad altri reperti nella stessa area archeologica di San Maurizio di Bioggio. Nel 1992 è stato ritrovato un edificio di culto in legno risalente al VII-VIII secolo durante i restauri dell'oratorio di Sant'Ilario.
Le prime documentazioni scritte riguardante Bioggio risalgono all'ottobre 1146 e al 7 aprile 1194, quando Soriano di Cademario vendette a Guglielmo di Bioggio la sua parte delle proprietà comunali dei terreni coltivati detti «Portamozio e della case» per 10 denari di moneta nuova. Bioggio doveva anche avere un piccolo porto, in quanto in un atto del 1431 si menzionano terreni situati in una località «ad barcham» e in seguito «ad portum in loco de Biogio, Vallis Lugani».

### Età moderna
Il comune dovette far parte della pieve civile ed ecclesiastica di Agno fin dal Medioevo e costituiva un'unica comunità con Bosco Luganese e con Cademario. Quindi doveva godere di una certa autonomia fin dal XIV secolo con una libera associazione di persone (la vicinia) con una gestione del principio democratico basato su un'assemblea, con un diritto pubblico fatto di statuti, con una rappresentanza per fuochi e diritti e doveri uguali per tutti coloro che fossero proprietari fondiari. La vicinia (assemblea dei vicini), quindi, doveva regolare tutta la vita di Bioggio, gestiva il patrimonio comune, le controversie, le costruzioni pubbliche e sacre, il fisco e la nomina del cappellano e infine inviava un proprio rappresentante (chiamato console o sindaco) al consiglio della pieve per gli affari regionali. Tutto ciò fino al 1798.
I legami con Como dovevano, comunque, essere forti perché qui avevano diversi possedimenti sia la mensa vescovile di Como che il monastero di Sant'Abbondio. Poi questi possedimenti passarono ai religiosi umiliati del monastero di Santa Maria di Torello presso Carona e infine ai padri Somaschi del convento di Sant'Antonio di Lugano, fino alla secolarizzazione avvenuta nel 1864.

### Età contemporanea
Da Bioggio passarono nel settembre 1799 le truppe del generale Aleksandr Vasil'evič Suvorov, in marcia verso il passo del San Gottardo dopo le vittorie della Campagna d'Italia ai danni  dell'esercito francese. Il villaggio venne risparmiato dalle requisizioni grazie alla mediazione del capitano Giuseppe Staffieri, già al servizio dell'Impero russo, che ottenne pure il pagamento delle forniture effettuate.
Nel 1824 riprese l'attività del patriziato, erede dell'antico comune viciniale, mentre nel 1835 la viceparrocchia divenne parrocchia a tutti gli effetti e si staccò dalla collegiata e dal capitolo di Agno. Nel 1980 venne demolita la Casa Staffieri, costruzione rinascimentale con coppie d'arcate al centro della facciata con un ultimo piano aggiunto nel 1883; il secondo piano aveva una sala con volta a botte e cassettoni di stucco mentre nella lunetta vi era un bassorilievo raffigurante le Tre grazie, opera del tardo Cinquecento. Gli stucchi di tutta la casa erano opera di tre stuccatori membri della famiglia Staffieri: Giovanni Battista (1749-1808), Gerolamo (1785-1837) e Giovanni Battista (1863-1904). La casa sorgeva sulla strada cantonale; parte degli stucchi sono conservati nella Casa Staffieri di Muzzano.
L'attuale comune è nato dall'aggregazione dell'antico comune di Bioggio, che nel 1925 aveva già inglobato la frazione di Mulini di Bioggio (57 abitanti nel 1910) con lo smembramento del vecchio comune di Biogno, con Bosco Luganese e Cimo il 4 aprile 2004 e poi con Iseo il 20 aprile 2008. Queste aggregazioni hanno portato la popolazione di Bioggio dai 1 504 abitanti del 2000 ai 2 415 del 2009.

### Simboli

Lo stemma del comune di Bioggio fino al 2004

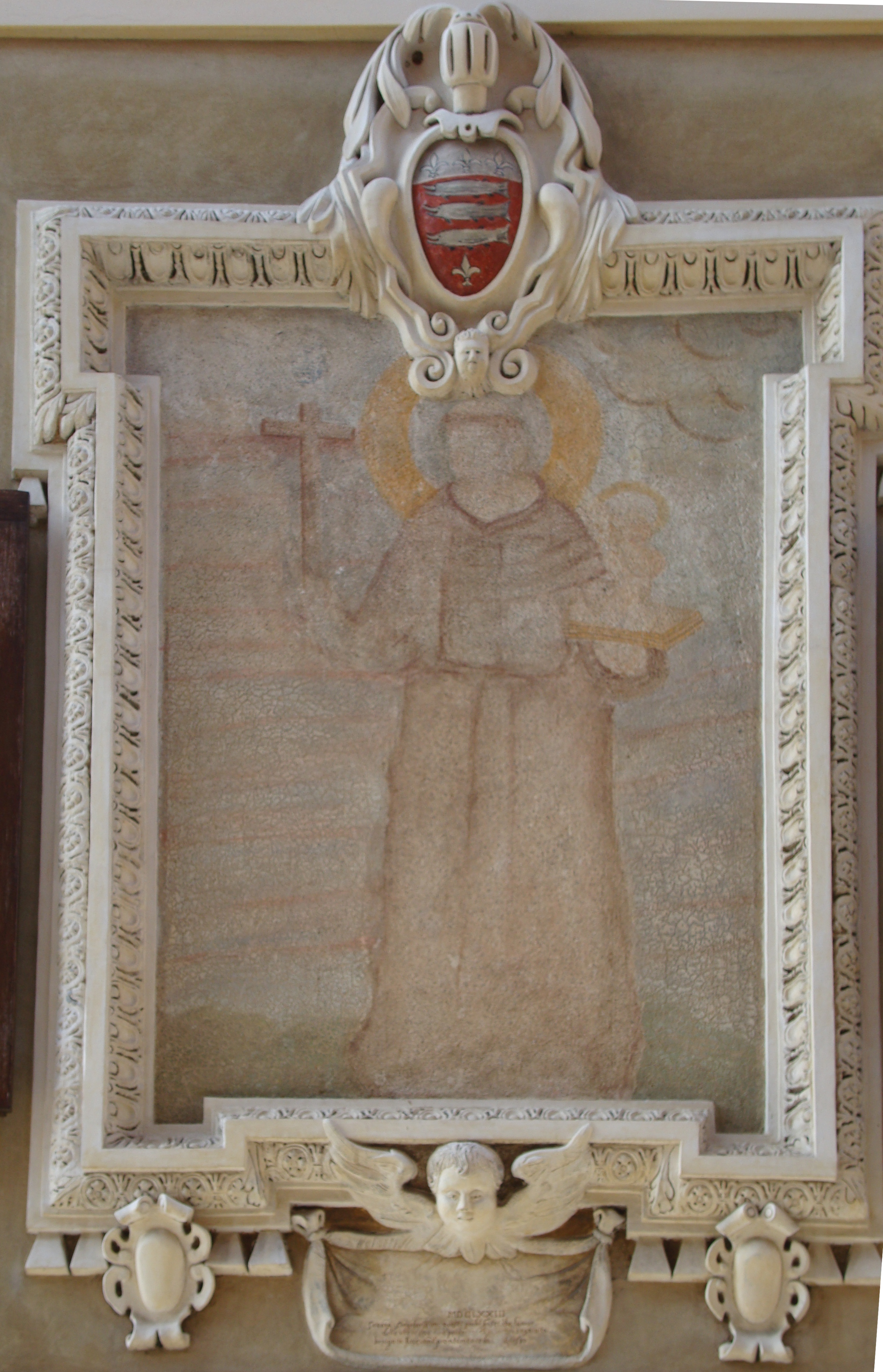
Stemma degli Avogadri e affresco di Sant'Antonio da Padova presente sulla Casa degli Avogadri

Lo stemma del comune di Bioggio fino al 2004, con i tre gigli, ricordava la famiglia Avogadri. Il vero stemma della famiglia aveva tre pesci e quattro gigli, per cui quello di Bioggio ne è solo ispirato.
Lo stemma della famiglia è visibile sulla Casa degli Avogadri nel centro storico di Bioggio, in contrada del Torchio. Sulla faccia principale della casa si conserva un affresco, assai sbiadito, raffigurante Sant'Antonio di Padova. La cornice a stucco che lo racchiude, eseguita insieme al dipinto da Stefano Avogadri (1645 circa-1700), reca sulla parte inferiore un'iscrizione che ora è solo parzialmente leggibile, ma negli anni 1930 venne integralmente trascritta come segue: «Stefanus Avogadri Hoc opus Fecit Die II I Martii MDCLXXIII».

Lo stemma del comune di Bioggio dal 2004

Con la fusione si decise di unire gli elementi degli stemmi dei comuni antecedenti l'aggregazione del 2004. Il nuovo stemma è bipartito con sfondo rosso a sinistra e blu a destra, così come lo stemma del Canton Ticino. La parte inferiore è attraversata da una fascia ondulata di colore argento che rappresenta il fiume Vedeggio. Tre elementi poi compongono la parte centrale: un giglio bianco argento fasciato di giallo oro (antico simbolo di Bioggio ma anche di Cimo); una spada in giallo oro nel campo rosso, posizionata in verticale (presente nel vecchio stemma di Cimo); un albero a nove foglie in giallo oro nel campo blu (come nel vecchio stemma di Bosco Luganese).

## Monumenti e luoghi d'interesse

### Architetture religiose

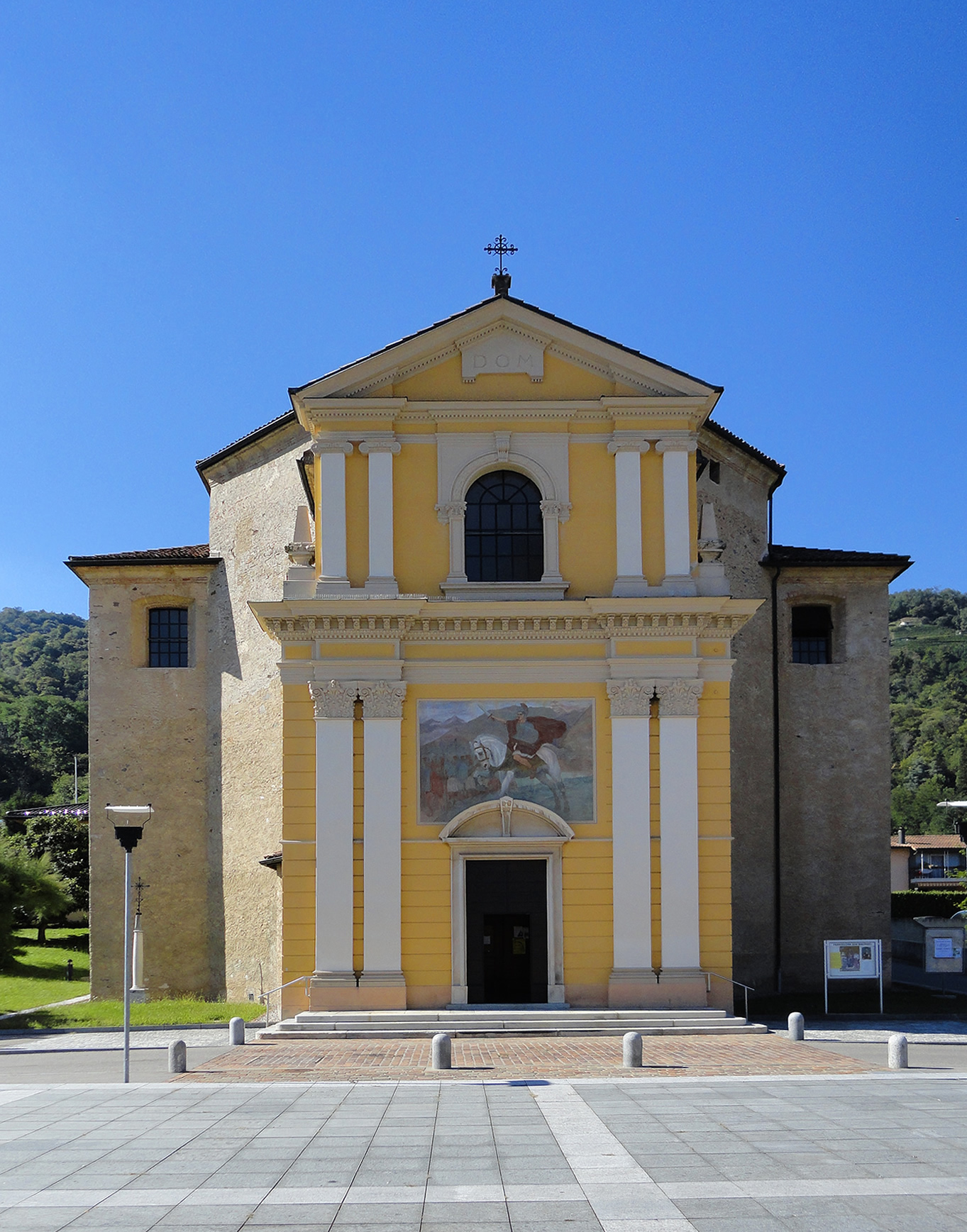
La chiesa parrocchiale di San Maurizio

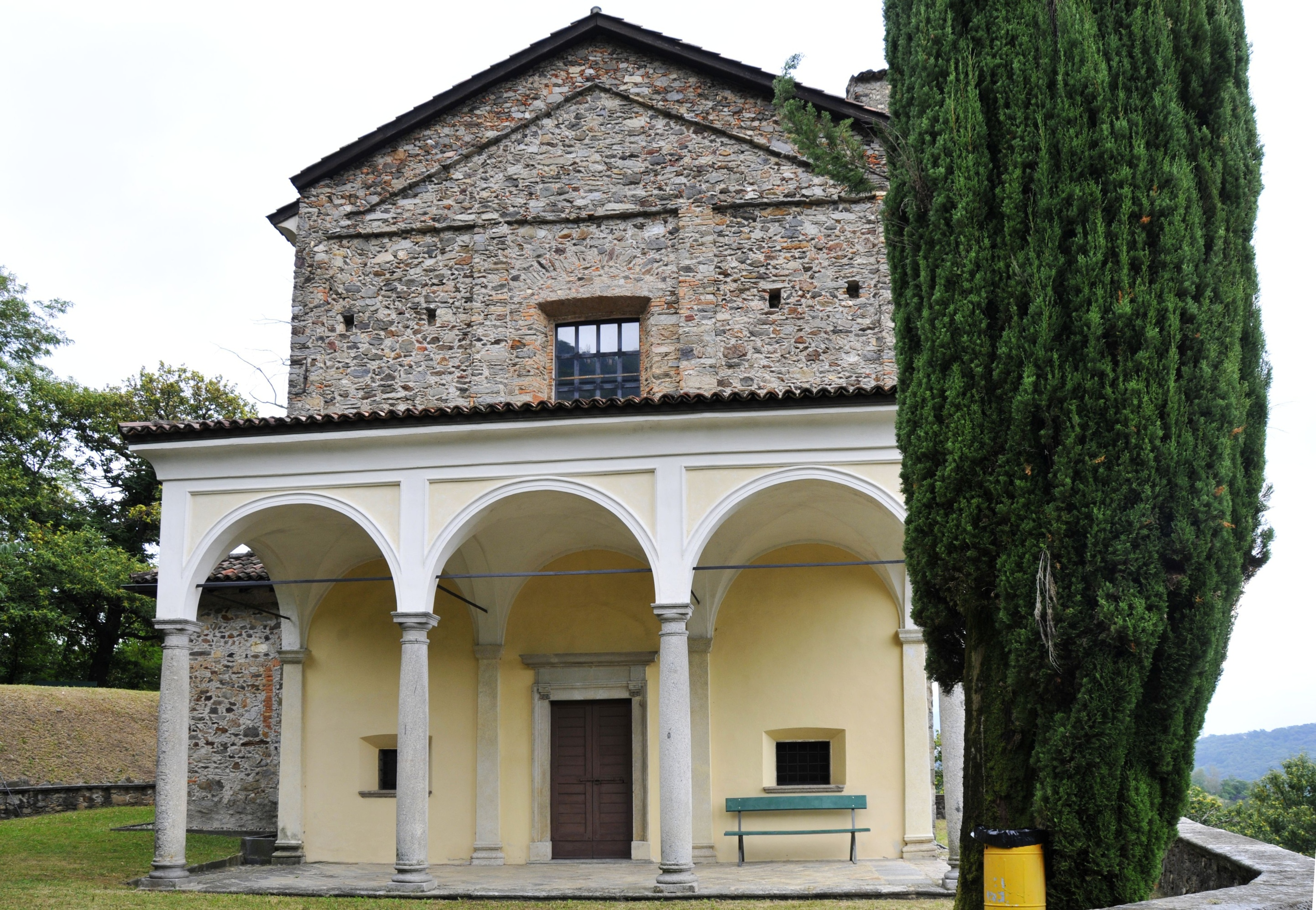
La chiesa di Sant'Ilario

- Chiesa parrocchiale di San Maurizio, attestata nel 1261 ma eretta nel  V-VI secolo[2];
- Chiesa di Sant'Ilario, su una collina dominante il villaggio, del XVI secolo[2][11];
- Cappella di San Rocco in località Gaggio[senza fonte];
- Tre cappelle presso la località Gaggio[senza fonte];
- Coro dell'Oratorio di Santa Maria Immacolata in località Gaggio[senza fonte].

### Architetture civili
- Palazzo Riva di Bioggio;
- Palazzo Rusca di Bioggio, oggi municipio;
- Casa degli Avogadri ora sede della Banca Raiffeisen, nel centro di Bioggio, con un salone decorato di stucchi e all'esterno un affresco settecentesco[4];
- Casa Balestra, presso la chiesa parrocchiale, ornata di stucchi ottocenteschi opera di Pietro (1829-1910) e Giovanni Balestra (1823-?). Vi nacque Serafino Balestra.[4][12]
- Torre-roccolo in località Cuccarello, derivata da una torre medievale di avvistamento in seguito adibita a roccolo; è stata recentemente[quando?] restaurata[senza fonte].

### Siti archeologici

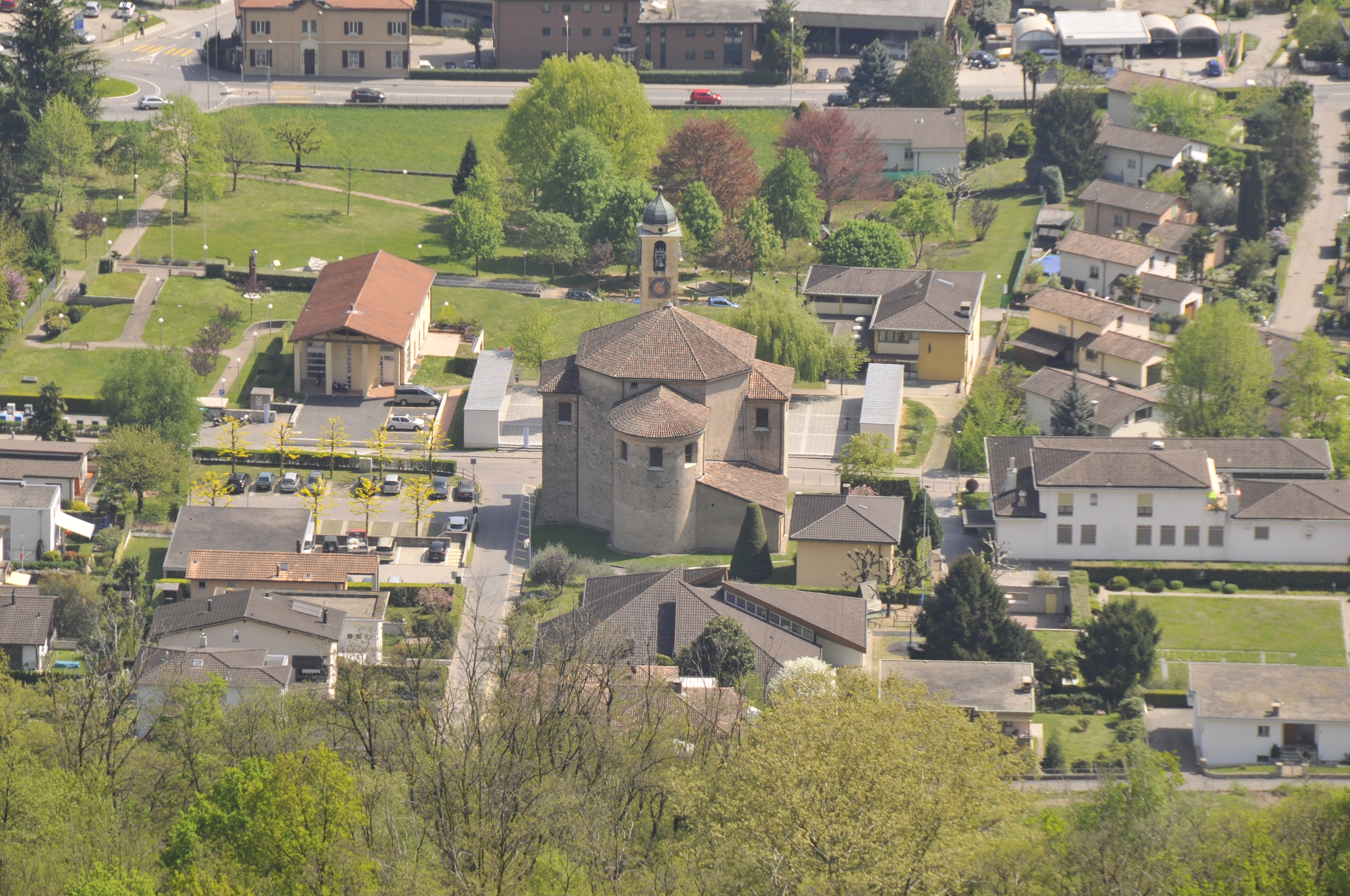
La chiesa parrocchiale di San Maurizio con l'area archeologica circostante

- Tre stele epigrafi ritrovate nel nucleo antico di Bioggio recanti figure antropomorfe schematizzate accompagnate da scritte in alfabeto nord-etrusco databili al IV-III secolo a.C. Si tratta di reperti ritrovati non in situ, per cui non è nota l'area originaria da cui sono state trasportate[4].
- Fondamenta di una villa rurale romana ritrovata nel 1962 e risalente al secolo III d.C.[2][6]. Nel 1999[senza fonte] è stato realizzato un percorso archeologico-didattico in tre tappe: ricostruzione in superficie della planimetria dell'impianto termale della villa romana; all'interno dell'autosilo si è reso parzialmente visibile il muro di cinta del tempietto dal prostilo con capitelli in ordine corinzio; il percorso sotto la piazza mostra le strutture murarie dell'antica chiesa altomedievale[6].
- Altri ritrovamenti sono legati a sepolture romane nell'area di Gaggio[4].

### Altro
- L'antica via Regina che conduceva da Ponte Tresa a Magadino passando per il Monte Ceneri oggi viene valorizzata dai comuni di Agno, Bioggio e Manno con tutto il corredo archeologico e culturale che si può incontrare lungo il percorso[13];
- Riposo durante la fuga in Egitto, dipinto in località Mulini di Bioggio[senza fonte].

## Società

### Evoluzione demografica
L'evoluzione demografica è riportata nella seguente tabella:
Abitanti censiti

### Lingue e dialetti
La lingua più diffusa è l'italiano, parlato nel 2000 da 1 810 abitanti, seguito dal tedesco (209), dal francese (34) e da lingue slave (21),

## Geografia antropica

Il territorio di Bioggio

Bioggio presenta alcune tipiche contrade e piazzette. A valle nel territorio pianeggiante sulla riva destra del Vedeggio si è sviluppata la zona industriale.

## Infrastrutture e trasporti

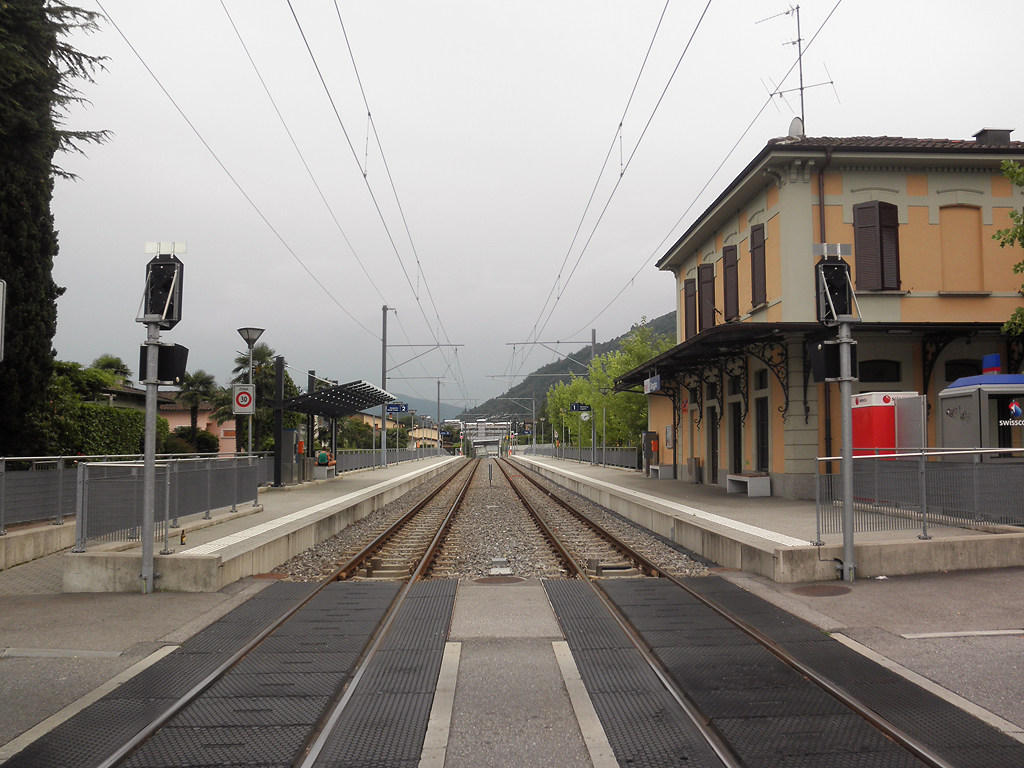
La stazione di Bioggio

Il comune è servito dalle stazioni di Bioggio e di Bioggio Molinazzo della ferrovia Lugano-Ponte Tresa e da quella di Lugano Vedeggio della ferrovia del Gottardo.
Ad Agno (e in parte nel comune di Bioggio) ha sede l'aeroporto di Lugano-Agno.

## Amministrazione
Ogni famiglia originaria del luogo fa parte del cosiddetto comune patriziale e ha la responsabilità della manutenzione di ogni bene ricadente all'interno dei confini del comune. Dalla seconda metà del XX secolo vi possono far parte anche i figli di una patrizia sposata con un non patrizio e le mogli patrizie sposate con un non patrizio.
Il patriziato di Muzzano e Bosco Luganese si è unito a quello di Bioggio nel 2000; l'ufficio patriziale rieletto il 26 aprile 2009 è presieduto da Giovanni Maria Staffieri. I patriziati di Cimo e di Iseo sono rimasti separati.